# Pont Marie (metrostation)
Pont Marie er en station på linje 7 i metronettet i Paris, beliggende i 4. arrondissement. Stationen blev åbnet 16. april 1926.
Stationen befinder sig i den ældste del af Paris og er forbundet med Île Saint-Louis på den anden side af Seinen via den bro, den har fået navn efter, Pont Marie. Denne bro, som kendetegnes af fem forskellige brobuer, er opkaldt efter ingeniør Christophe Marie, der var en af de tre arkitekter, som designede den. Den er i dag en af Paris' ældste, eftersom den blev indviet i 1635.
I nærheden af stationen ligger to museer: Musée Boleslas Biegas som udstiller malerier, skulpturer og dokumenter af den polske surrealistiske kunstner Bolesław Biegas, mens en samling som blandt andet består af litteratur, malerier, skulpturer og dokumenter med tilknytning til den polske romantiske digter Adam Mickiewicz befinder sig i Musée Adam Mickiewicz.

## Trafikforbindelser
- RATP